# Rhabdomastix (Lurdia) robusta
Rhabdomastix (Lurdia) robusta is een tweevleugelige uit de familie steltmuggen (Limoniidae). De soort komt voor in het Palearctisch gebied.